# Aquiles Ocanto
Aquiles David Ocanto Querales (Barquisimeto, 18 novembre 1988) è un calciatore venezuelano, attaccante svincolato.

## Palmarès

### Competizioni nazionali
- Campionato venezuelano: 2

Deportivo Lara: 2011-2012
Deportivo La Guaira: 2020